# Dyckia retardata
Dyckia retardata là một loài thực vật có hoa trong họ Bromeliaceae. Loài này được S.Winkl. mô tả khoa học đầu tiên năm 1982.